# Сіньял-Яуші
Сінья́л-Я́уші (рос. Синьял-Яуши, чув. Çĕньял Явăш) — присілок у складі Вурнарського району Чувашії, Росія. Входить до складу Великояуського сільського поселення.
Населення — 223 особи (2010; 282 у 2002).
Національний склад:
- чуваші — 100 %